# Polițista (film din 1974)

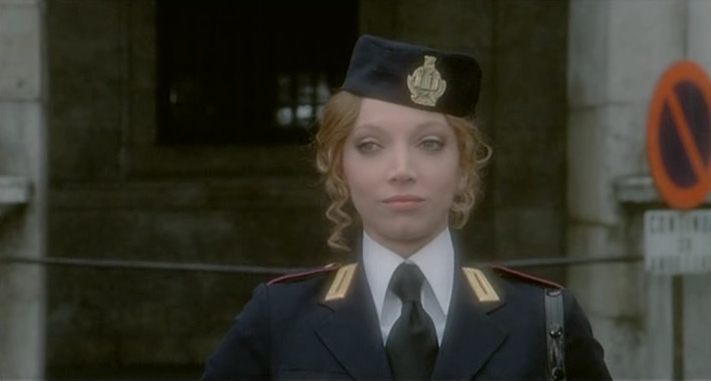
Mariangela Melato într-o scenă din film

Polițista  (titlul original: în italiană La poliziotta) este un film italian de comedie, realizat în 1974 de regizorul Steno, protagonista fiind actrița Mariangela Melato, premiată cu David di Donatello pentru interpretarea rolului polițistei Giovanna. 

## Conținut
Gianna este o secretară plăcută, dar exploatată la slujbă de către colegi. Obosită de această situație, decide să se mute de la Ravedrate la Milano, dar în gară văzând un anunț, îi vine inspirația pentru o schimbare în favoarea ei: are posibilitatea de a deveni polițist urban în cadrul poliției locale.
Absolvă școala de poliție cu onoruri și după ce și-a schimbat numele în Giovanna, în amintirea Ioanei d'Arc pe care văzând-o într-o piesă de teatru o adoră, începe serviciul, mândră de misiunea sa. După ce a început să lucreze, descoperă că întreaga lume politică este o îmbârligătură de minciuni, escrocherii, clientelisme și nepotisme între indivizi, companii și stat.
O parte din colegii ei încearcă prin orice mod să o marginalizeze repartizând-o în posturi grele sau fără importanță, apoi o șicanează și în cele din urmă o defăimează. Totuși, puterea și simțul datoriei ei o determină să atragă atenția mass-mediei, reușește să-și depună plângerile la minister, dar chiar și acolo, ilegalitatea domnește și aceste hârtii sunt făcute dispărute. Gianna este trimisă într-un loc vacant pe o insulă siciliană îndepărtată, împreună cu magistratul care o sprijinea...

## Distribuție
- Mariangela Melato – Giovanna Abbastanzi
- Renato Pozzetto – Claudio
- Orazio Orlando – pretorul Ruggero Patanè
- Gianfranco Barra – doctorul Gargiulo
- Mario Carotenuto – căpitanul gardienilor
- Alberto Lionello – consilierul Tarcisio Monti
- Alvaro Vitali – Fantuzzi
- Umberto Smaila – fiul primarului
- Gigi Ballista – avocatul
- Renato Scarpa – farmacista
- Pia Velsi – mama Giovannei
- Umberto Travaglini – tatăl Giovannei
- Giuseppe Castellano – Nick
- Gianni Solaro – procurorul-șef
- Orazio Stracuzzi – primarul din Ravedrate
- Armando Brancia – senatorul

## Premii
- 1975 David di Donatello
  - David di Donatello pentru cea mai bună actriță lui Mariangela Melato